# 부안댐
부안댐(扶安dam)은 전북특별자치도 부안군 변산면 중계리에 위치해 있는 다목적댐으로 1990년 2월에 착공하여 1996년 12월에 완공되었다.
댐 규모는 높이 50m, 길이 282m이며 전라북도 부안군과 고창군 일대에 생활용수 및 농업용수를 공급할 목적으로 조성되었다. 부속 시설로는 한국 수자원공사 부안댐지사와 부안댐 물문화관이 있다.